# Minas de Nambija

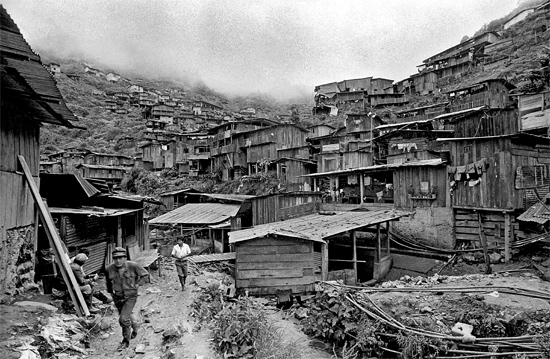
Vista de la villa minera de Nambija (foto de Stefania Zamparelli, 1993).

El yacimiento de Nambija es una mina aurífera en el caserío del mismo nombre, en Ecuador. Es el más grande y famoso yacimiento que la provincia de Zamora Chinchipe ha tenido. 
Para llegar a las minas de Nambija existe servicio de rancheras desde el barrio Namírez del chongo pasando por la parroquia San Carlos, viajar a este lugar es aventurarse a un encuentro con la naturaleza por sus hermosos paisajes y con la realidad minera de la provincia. 
Las montañas en las que se encuentran están surcadas por numerosas emplearon métodos tradicionales de extracción, que causaron graves accidentes en los que murieron cientos de personas. Debido a la codicia del oro en la región se vivió un clima de impunidad alimentados por el auge de la criminalidad y la delincuencia.
Hace décadas atrás fue un hermoso río cristalino utilizado como balneario natural, ahora solo quedan indicios de contaminación con mercurio y otros minerales.

## Historia
Ya explotadas desde la Colonia por los españoles, las minas contribuyeron al desarrollo de Zamora de los Alcaides y fueron abandonadas conjuntamente con la ciudad. Fueron redescubiertas en la década de los 80 por colonos de la provincia que iniciaron su rápida explotación para la extracción del precioso mineral. El 9 de mayo de 1993 ocurrió el Desastre minero de Nambija.
- Datos: Q5856049